# Paul Walter Fürst
Paul Walter Fürst (* 25. April 1926 in Wien; † 28. Februar 2013) war ein österreichischer Musiker und Komponist. Außerdem war er seit 1998 Präsident der Staatlich genehmigten Gesellschaft der Autoren, Komponisten und Musikverleger (AKM) und langjähriger Geschäftsführer und Präsident der Österreichischen Interpretengesellschaft (OESTIG).
Weiterhin war Fürst Solobratschist bei den Niederösterreichischen Tonkünstlern (1952–1954), bei den Münchner Philharmonikern (1954–1961) und von 1961 bis 1990 spielte er im Wiener Staatsopernorchester und ab 1962 bei den Wiener Philharmonikern.

## Leben
Paul Walter Fürst wurde am 25. April 1926 in Wien als Sohn des Juristen Rudolf Fürst und dessen Frau Anna, geboren. In seiner Kindheit erlernte er zunächst Violine und Klavier, spielte im Kinderorchester und nahm an verschiedenen Wettbewerben teil.
Er besuchte das Musische Gymnasium in Frankfurt/Main, wo er seine Ausbildung in Tuba, Posaune, Partiturspiel und in der Rhythmus- und Gehörbildung absolvierte. Auch wirkte er im Schulchor mit. Erste Kontakte mit dem Komponieren knüpfte er durch den Direktor des Gymnasiums, Kurt Thomas, der ihm erste kompositorische Grundlagen beibrachte. Die Bekanntschaft mit Hugo Distler und dessen Werken weckten in ihm den endgültigen Wunsch, zu komponieren.
Paul Walter Fürst kehrte 1945 nach Wien zurück und studierte dort ein Jahr später an der Universität für Musik und darstellende Kunst Wien Violine (Willi Boskovsky), Klavier (Hermann Schwermann), Harmonielehre (Joseph Marx) und Improvisation. Zur selben Zeit hatte er gelegentliche Unterrichtsstunden bei Alfred Uhl in Komposition.
Nach erfolgreicher Beendigung seines Studiums im Jahre 1952 wurde er im selben Jahr bis 1954 Solobratschist beim Tonkünstler-Orchester Niederösterreich und in den darauffolgenden Jahren in der Münchner Philharmonie (1954–1961) und im Wiener Staatsopernorchester (1961–1990). Von 1969 bis 1982 sowie 1984 bis 1990 war er Geschäftsführer der Wiener Philharmoniker. Bis zu seinem Tod bekleidete er viele Ämter, unter anderem als Präsident der OESTIG und der AKM.
Am Abend des 28. Februar 2013 starb Fürst nach kurzer Krankheit im Alter von 86 Jahren an Krebs.

## Wesentliche Aufführungen
- Farbspiele op. 38
- Het Orgel is een belt
- Dorian Grey op. 35
- Orchesterstron IV
- Dorian`s Calling op. 39
- Seis Ventanas op. 83
- Sabado op. 22
- Violatüre op. 69
- Bavy – Concerto
- Catalina Homar

Hinzu kommen Auftragswerke für die Internationale Stiftung Mozarteum Salzburg, Wiener Festwochen, Salzburger Festspiele und das Brucknerfest Linz.

## Auszeichnungen und Ehrungen
- 1970: Verleihung des Professorentitel
- 1970: Förderungspreis der Stadt Wien
- 1980: Großes Ehrenzeichen für Verdienste um die Republik Österreich
- 1982: Goldenes Verdienstzeichen des Landes Salzburg
- 1990: Förderungspreis des Landes Niederösterreich
- 1994: Musikpreis der Stadt Wien
- 1996: Goldenes Ehrenzeichen der Stadt Gänserndorf
- 2001: Goldenes Ehrenzeichen für Verdienste um das Land Wien
- 2005: Niederösterreichischer Kulturpreis (Würdigungspreis)[5]

## Funktionen
- 1969–1982 sowie 1984–1990: Geschäftsführer der Wiener Philharmoniker
- ab 1970: Präsident und Geschäftsführer der OESTIG
- ab 1978: Präsident der Gewerkschaft Kunst, Medien, Sport, freie Berufe
- ab 1984: Geschäftsführer der LSG (Wahrnehmung von Leistungsschutzrechten GmbH, Wien)
- ab 1989: Vizepräsident der Internationalen Musikgewerkschaft
- ab 1998: Präsident der AKM (Staatlich genehmigten Gesellschaft der Autoren, Komponisten und Musikverleger)